# Бахчисарай (ландшафтно-рекреационный парк)
«Бахчисарай» (укр. «Бахчисарай», крымскотат. «Bağçasaray», «Багъчасарай») — ландшафтно-рекреационный парк, расположенный в Крымских горах на территории Бахчисарайского района (Крым). Площадь — 10 300 га. Землепользователи — Министерство экологии и природных ресурсов Республики Крым, государственное автономное учреждение Республики Крым «Бахчисарайское лесное хозяйство».

## История
Региональный ландшафтный парк был создан Постановлением верховной Рады автономной республики Крым от 21.12.2011 № 643-6/11 «О расширении и упорядочении сети территорий и объектов природно-заповедного фонда местного значения в Автономной Республике Крым».
Является ландшафтно-рекреационным парком регионального значения, согласно Распоряжению Совета министров Республики Крым от 5 февраля 2015 года № 69-р Об утверждении Перечня особо охраняемых природных территорий регионального значения Республики Крым.
Приказом министерства экологии и природных ресурсов Республики Крым от 13.02.2017 № 295 «Об утверждении Положения о ландшафтно-рекреационном парке регионального значения Республики Крым „Бахчисарай“» определены режим хозяйственного использования и зонирование территории парка.

## Описание
Парк расположен на Внутренней гряде Крымских гор, что юго-восточнее города Бахчисарай. Парк состоит из 8 отдельных участков.
Территория парка включает такие участкиː
- земли Бахчисарайского гослесхоза — 4 950 га
- земли Кубышевского гослесхоза — 4 720 га
- Бахчисарайский историко-культурный заповедник

Парк обладает ландшафтным, природным и историко-культурным многообразием. Всего на территории парка расположено 53 объекта культурного наследия национального и местного значения. В состав Бахчисарайского историко-культурного заповедника входят: Ханский дворец в Бахчисарае, Чуфут-Кале, Мангуп-Кале, Эски-Кермен, средневековая крепость княжества Феодоро на Мангупе, Юсуповский дворец в Соколином и другие.
На территории парка расположены не включённые в состав самостоятельные объекты природно-заповедного фонда (ПЗФ): заказники Бельбекская тисовая роща и Качинский каньон, памятники природы Столовая гора-останец Тепе-Кермен, Бакла, Священная роща Балта-Тиймез, Гора-останец Мангуп-Кале, Бельбекский каньон.
Ближайший населённый пункт — город Бахчисарай.
На территории Парка расположено 11 объектов культурного (археологического) наследия федерального значения, режим особой охраны и подчиненность которых устанавливаются в соответствии с действующим законодательством:
- пещерный монастырь «Качи-Кальон» VIII — конец XIX века;
- пещерная церковь (город) «Тепе-Кермен» V—VI века;
- пещерный город «Кыз-Кермен» IX века;
- руины пещерного города «Эски-Кермен» VI века;
- комплекс крепости и пещерного города «Мангуп-Кале» V—VI и XIV—XV века;
- археологический комплекс «Сюйреньская крепость» IX—XIII века;
- пещерный монастырь «Челтер-Коба» VIII—XV века;
- пещерный город «Бакла» (руины) IV—XIII века;
- гробница «Дюрбе Хаджи Герая» 1501 год;
- комплекс Успенского пещерного монастыря V—IX, IX—XIII, XIV—XVII века;
- крепость и пещерный город «Чуфут-Кале» V—XV века.

На территории Парка расположен 21 объект культурного (археологического) наследия регионального значения, режим особой охраны и подчиненность которых устанавливаются в соответствии с действующим законодательством:
- деревня Пхе-Иолга;
- таврское убежище Кызык-Кулак-Кая;
- поселение у мыса Топчан-Кая;
- раннесредневековая стена;
- могильник у подножия Мангупа;
- укрепление на скале Бурун-Кая;
- стоянка Алимовский навес;
- таврское убежище;
- могильник из каменных ящиков;
- городище Фыцки;
- стоянка Кая-Арасы;
- пещерная стоянка Староселье;
- могильник;
- поселение и могильник;
- могила П. А. Вревского;
- могила П. В. Веймарна;
- таврское поселение;
- святилище в пещере Беш-Кош 1;
- святилище в пещере Беш-Кош 2;
- позднеантичное поселение Беш-Кош;
- таврское поселение.